# لادو أساتياني
لادو أساتياني، (بالإنجليزية: Lado Asatiani)‏، عاش في الفترة من 1917 – 1943، هو شاعر جورجي. لم تدم مسيرته الإبداعية إلا لسبع سنوات فقط، ومع ذلك فهو يعتبر من أكثر الشعراء الجورجيين شعبية في القرن العشرين.
نشر ديوانه الأول عام 1941، وزاد نجاه بعد وقت قصير من بدء لافرينتي بيريا حملته الدامية على الكتاب الجورجيين. وبسبب مرض السل الذي كان أصيب في عام 1939 فقد كان من الكتاب القلائل الناجين من القمع السوفييتي للفكر والادب. وبعد الغزو الألماني تحول أساتياني إلى الشعر الوطني ممجدا لماضي جورجيا.
توفي بمرض السل في عام 1943 وهو ما زال في سن السادية والعشرين.